# Тайкі (Хоккайдо)

42°29′51″ пн. ш. 143°16′44″ сх. д. / 42.49750° пн. ш. 143.27889° сх. д.
Та́йкі (яп. 大樹町, たいきちょう, МФА: [tai̯kʲi t͡ɕoː]) — містечко в Японії, в повіті Хіроо округу Токаті префектури Хоккайдо. Станом на 1 жовтня 2008 року площа містечка становила 816,38 км². Станом на 31 березня 2017 населення містечка становило 5709 осіб.